# Bulbophyllum supervacaneum
Bulbophyllum supervacaneum là một loài phong lan thuộc chi Bulbophyllum.